# 高雄市私立高苑高級工商職業學校
高雄市私立高苑高級工商職業學校，簡稱為高苑工商，是一所位於高雄市橋頭區的私立技術型高級中等學校。1971年3月創校，最初校名為「高雄縣私立高苑工商職業學校」。

## 校史

### 誕生
1971年4月，台灣中南部的社會人士及青年教師等響應政府發展職業教育號召，議定在岡山地區籌設一所高級工商職業學校，並推舉余陳月瑛女士為董事長，校址設於橋頭鄉東林村芋寮路一號，校名定為「高雄縣私立高苑工商職業學校」。
1971年7月27日奉台灣省政府教育廳令設校。聘林清三先生為首任校長，並定5月1日為校慶紀念日。
同年夏季招收第一屆機工、電子、電工、電器、商科等科學生六百名，合計十三班，於9月底正式開學，並訂「精誠、勤儉、榮譽、服務」為校訓。

### 沿革
- 民國61年7月奉教育廳特准試辦全省私立高級職校唯一建教合作社，8月招收建教機工科兩班，同時與楠梓加工區各公司合作辦理工讀制度。
- 民國61年8月奉准成立附設補習學校，設有機工、電子、商科及中級部商科等四班學生兩百名。
- 民國63年8月，增設石油化工科一班。
- 民國64年8月，增設建築科一班。
- 民國65年8月，奉令停止招收補校中級商科，增設建築製圖科。
- 民國66年7月31日，林校長清三辭職，十月奉令由教務主任劉溪泉先生代理校務。
- 民國66年8月，補校增設電子科。
- 民國67年8月，日校增設汽工修護科。
- 民國68年8月，聘陳志銘先生擔任校長。
- 民國69年8月，陳志銘先生辭職，董事會聘侯寬信先生擔任校長職務。
- 民國70年5月，行政大樓第一期工程完成，並申請終止石化科，增設美工科，8月機工科與台塑辦理建教合作。
- 民國71年5月完成行政大樓第二期工程及第一實習大樓擴建工程，6月配合政府發展資訊工業購入CNC電腦車床及微電腦中心，供學生實習，8月與台中精機辦理建教合作。
- 民國71年8月補校奉准增設美工科。電工科與台中精機及章一公司辦理建教合作，10月增購校地0.72甲及校車5輛，以應發展需要。
- 民國72年4月完成行政大樓三樓擴建工程，五月完成美工大樓新建工程。
- 民國73年8月補校增設汽車修護科。
- 民國76年8月日校增設資訊科。
- 民國78年增設資料處理科，4月12日現代化設備冷氣空調之學生宿舍完工。
- 民國79年補校增設資料處理科。
- 民國80年12月第二實習大樓增建三樓，設置網球場。
- 民國83年4月第一教學大樓整修完成，為一棟歐式美輪美奐的建築，增設視聽教室，操場設置PU跑道。
- 民國84年4月第二實習大樓，增建四樓，11月第二教學大樓整修完成。
- 民國85年3月行政大樓整修完成，教學區重新造景。
- 民國85年12月美工大樓整建及其庭園造景完成。
- 民國87年12月完成第一實習大樓整建。
- 民國88年3月完成校門及圍牆整建。
- 民國88年向台糖租地二甲並變更為學校用地。日校增設建教美容科及餐飲管理科，補校增設美容科。
- 民國89年申請增設幼保科。
- 民國90年申請增設觀光事業科。
- 民國90年11月完成全校教室網路工程，並增設同步、非同步網路教學系統。
- 民國91年11月完成全校校園視訊工程及一般教室設置數位電視之教學設備。
- 民國92年8月侯寬信先生退休，董事會聘黃志華先生擔任代理校長職務。
- 民國92年8月完成宿舍網路設置工程。
- 民國92年12月增設語言電腦教室乙間，提升外語學習能力。
- 民國93年4月完成第8電腦教室電腦更新，資訊中心伺服器汰換。
- 民國94年4月汰換第3電腦教室及第5電腦教室。
- 民國94年7月完成美工大樓增建四樓工程。
- 民國94年7月榮獲教育部高中職社區化特色專案補助2年，成立機電整合教學資源中心。
- 民國95年7月高苑綜合高中畢業生考取台灣科技大學成為高苑首度考取四技二專第一志願畢業生。
- 民國94年8月董事會聘黃志華先生擔任校長職務。
- 民國96年4月完成對外光纖網路線路擴充。
- 民國97年1月第一教學大樓增建五樓完工。
- 民國97年4月首度建置校園無線網路提供校園無線上網。
- 民國97年3月活動中心動工興建。
- 民國97年4月高苑資訊科畢業生再度考取台灣科技大學，成為創校第二人考區四技二專第一志願。
- 民國98年9月榮獲高中職均質化獎助，延續機器人教育發展。
- 民國99年4月參加繁星計畫三人全數考取國立科技大學，締造創校以來新紀錄。
- 民國99年5月活動中心完工啟用。
- 民國99年12月董事會聘朱怡達先生擔任校長職務
- 民國年增設綜合職能科
- 民國100年6月綜合高中林子偉與美國職棒紅襪隊簽約金205萬美金
- 民國100年7月完成第二校區簡易棒球場整建
- 民國100年9月榮獲高中職均質化獎助
- 民國100年9月榮獲高職優質化獎助
- 民國101年7月蔣偉寧部長蒞臨本校舉辦「教育部政務官及高階文官下鄉傾聽民意-地方體育關懷之旅」
- 民國101年9月榮獲高中職均質化獎助
- 民國101年9月榮獲高職優質化獎助
- 民國101年9月榮獲優質精進計畫獎助
- 民國102年3月啟用人文藝術自主學習中心(水岸椰林館)，增進師生藝術人文之素養
- 民國102年通過「優質高中職認證」
- 民國102年增設時尚造型科
- 民國102年9月榮獲高職優質化獎助
- 民國102年12月辦理高苑工商第一屆OB棒球賽
- 民國103年9月榮獲第二期技職再造獎助。
- 民國103年12月榮獲補助修建PU跑道、榮獲補助重量訓練室。
- 民國103年12月辦理高苑工商第二屆OB棒球賽。
- 民國104年1月辦理第一屆螺絲盃全國青棒邀請賽。
- 民國104年3月與日本長野縣地球環境高校締結姊妹校。
- 民國104年9月榮獲高職優質化、均質化獎助。
- 民國104年12月辦理高苑工商第三屆OB棒球賽。
- 民國105年1月辦理第二屆螺絲盃全國青棒邀請賽。
- 民國105年2月聘趙劍如先生擔任校長。
- 民國105年3月與妹姐校日本長野縣地球環境高校棒球交流。
- 民國106年8月聘許樹全先生擔任校長。
- 民國107年8月聘黃志華先生擔任校長。
- 民國109年8月聘沈維哲先生擔任校長。
- 民國111年8月聘戴慶輝先生擔任校長。

## 校園環境
| - 高苑校門 | - 椰林大道 | - 小葉廣場 | - 水岸椰林 | - 棒球練習場 | - 教學區 |
| ---------- | ---------- | ---------- | ---------- | ------------ | -------- |

## 教學單位
正規班
- 綜合高中
- 機械科
- 資訊科
- 汽車科
- 綜合職能科

實用技能學程
- 餐飲技術科
- 美髮技術科

進修部
- 資訊科
- 餐飲管理科

## 籃球隊

### 建立
高苑工商籃球隊是高中籃球聯賽（HBL）球隊，雖遲至87年才成立籃球隊，但88年至95年，連續8年都是前6強的勁旅，並在90學年度首次晉級冠軍賽，不過該年不敵再興高中，只能以亞軍收場。
然而，在95學年度的殿軍後，綠色猛牛陷入低潮，僅在98學年度再闖進8強一次。
2014年夏天，高苑男籃迎來冠軍教練，她是曾在學生時代為金甌女中拿下2次冠軍，並帶領新榮高中拿下校史首冠的田本玉。
雖然103學年度綠色猛牛沒能立刻衝破高雄戰場，在田本玉的運籌帷幄，以及她帶來的兵源之下，綠色猛牛重新找回8強等級的實力。
104學年度至112學年度連續八個學年度挺進八強，目前成為南台灣唯一代表球隊。
| 學年度 | 88學年度 | 89學年度 | 90學年度 | 91學年度 | 92學年度 | 93學年度 | 94學年度 | 95學年度 | 98學年度 | 104學年度 | 105學年度 | 106學年度 | 107學年度 | 108學年度 | 109學年度 | 110學年度 | 111學年度 |
| ------ | -------- | -------- | -------- | -------- | -------- | -------- | -------- | -------- | -------- | --------- | --------- | --------- | --------- | --------- | --------- | --------- | --------- |
| 名次   | 第六名   | 第五名   | 第二名   | 第六名   | 第三名   | 第四名   | 第六名   | 第四名   | 第六名   | 第四名    | 第四名    | 第七名    | 第三名    | 第七名    | 第七名    | 第六名    | 第五名    |

### 女籃部分
高苑工商女籃因東泰高中政策變更，一度面臨解散危機；幸好因緣際會下，與原就有意成立女籃隊的高苑工商董事長余政憲牽上線，全隊搬去高雄、換上新的球衣再出發，校方也大力支持。對於多數來自中南部的球員來說，離家又更靠近一步。
| 學年度 | 111學年度  | 112學年度  | 113學年度  |
| ------ | ---------- | ---------- | ---------- |
| 名次   | 資格賽外卡 | 資格賽外卡 | 資格賽外卡 |

## 棒球

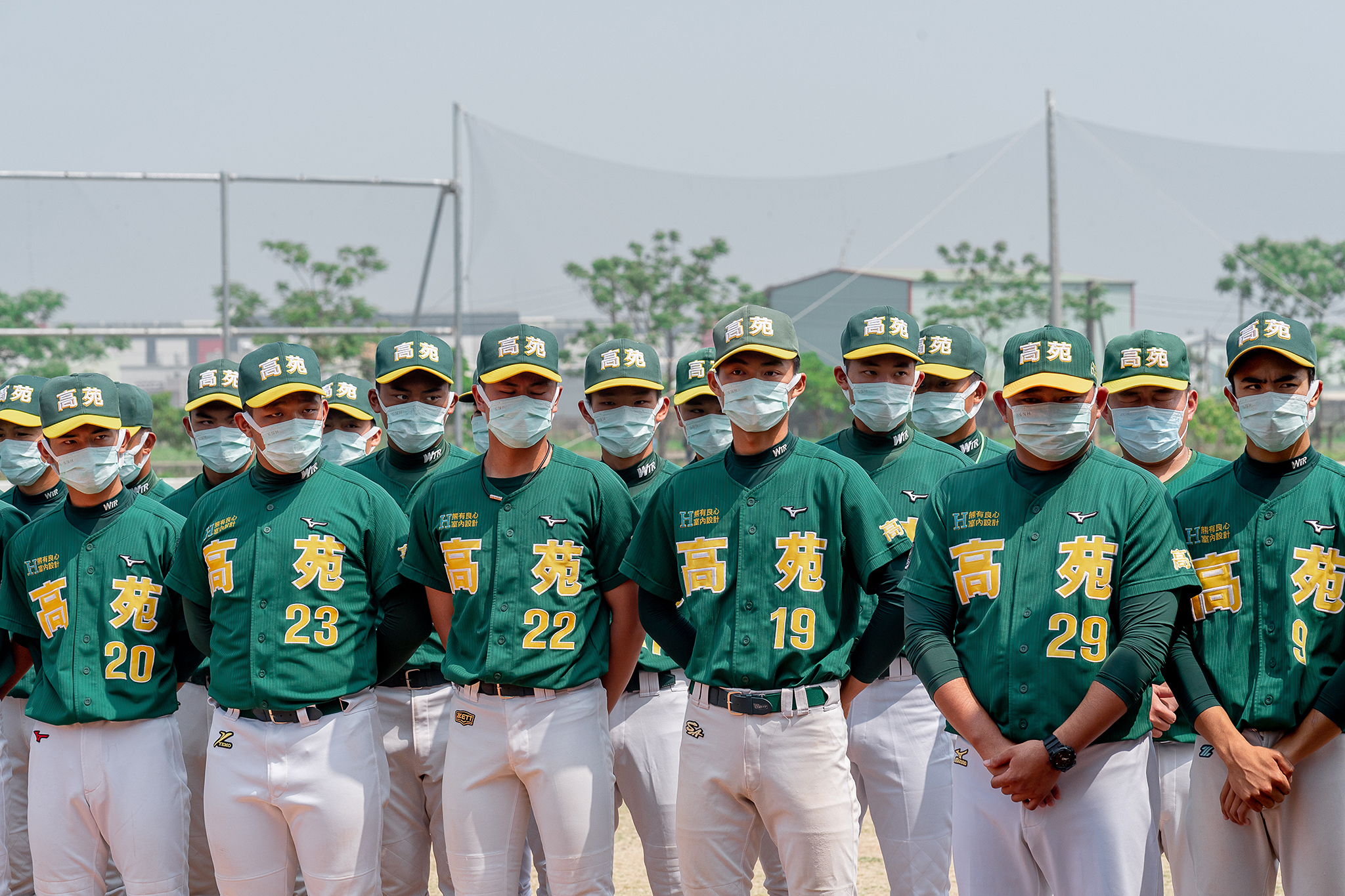
高苑工商棒球隊成員

第一次組隊是在1972年，於1975年就獲得第二屆全國青棒選拔賽的亞軍，後來因為球員來源及後援會的問題，1977年即消失在棒壇。
1993年，由當時的高雄縣縣長余政憲組織籌辦，於1994年聘請蔡啟生為總教練。1996年奪下LLB世界青棒錦標賽的冠軍。1997年到1999年完成全國高中棒球聯賽的三連霸，先後獲得「王貞治盃」冠軍、「金龍旗」青棒賽冠軍，因高苑工商的球衣是深綠色的，也被譽為「綠色怪物」。
為目前台灣棒球名校之一，包含陳偉殷在內替台灣棒壇孕育出不少的優秀的棒球好手。

## 外部連結
- 高苑工商校網 （页面存档备份，存于）
- 高雄市私立高苑高級工商職業學校在台灣棒球維基館上的頁面（繁體中文）